# Dziesięciodniówka

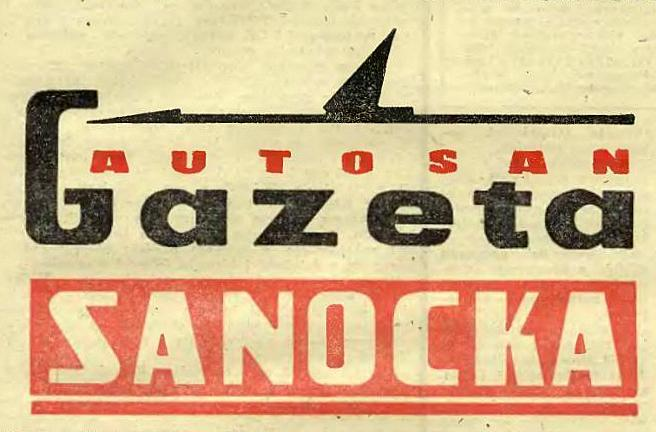
Winieta dziesięciodniówki (dekadówki)

Dziesięciodniówka – termin oznaczający okres dziesięciu dni.
Mianem dziesięciodniówki określa się czas dziesięciu dni, np. stanowiący okres trwania przedsięwzięcia.
Pod określeniem dziesięciodniówka zwykło nazywać się także czasopismo ukazujące się co dziesięć dni (zwane także „Dziesięciodniowiec” i „dekadówka”). Jako dziesięciodniówki były wydawane np.: „Myśl Niepodległa”, „Wolnomyśliciel Polski”, „Gazeta Sanocka – Autosan”, „Głos Świdnika”.
W meteorologii termin dziesięciodniówka występuje w celu osobnego opisu 10 dni w miesiącu.
Dziesięciodniówka (dekadówka) to także nazwa biletu uprawniającego do korzystania z komunikacji, ważnego na okres 10 dni.